# Die Finals – Dresden 2025/Kanusport

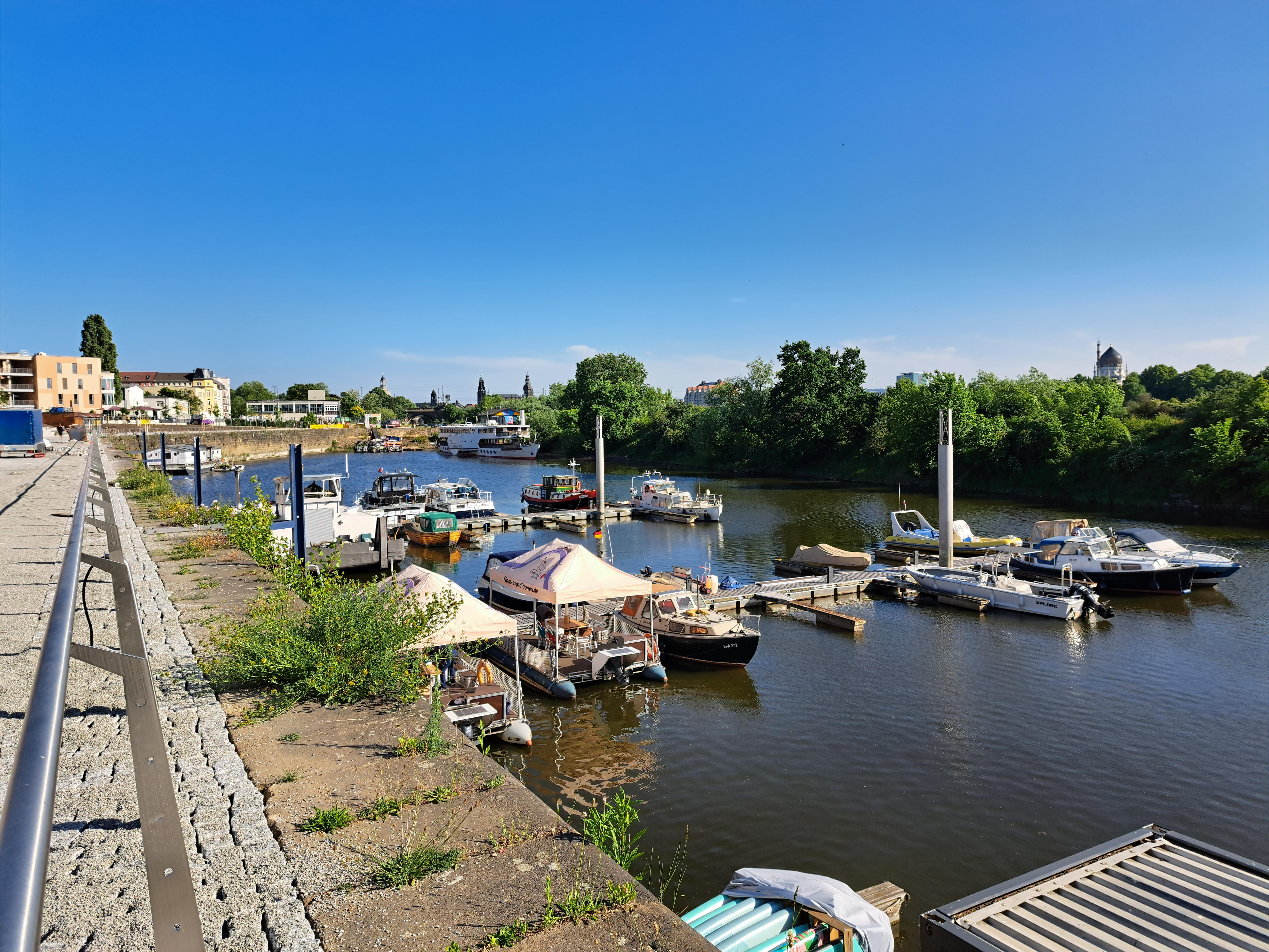
In der Hafencity fanden alle Kanuwettbewerbe statt.

Bei den Finals 2025 in Dresden wurden am 1. und 2. August neun Wettbewerbe im Kanusport ausgetragen. Diese umfassten die sieben Wettbewerbe im Kanurennsport und neu dazu zwei im Stand-Up-Paddling. Beides fand in der Hafencity (Neustädter Hafen) statt.

## Zeitplan
| Zeitplan Rudern   | Zeitplan Rudern | Zeitplan Rudern |
| Wettbewerbe       | August 2025     | August 2025     |
| Frauen            | 1.              | 2.              |
| ----------------- | --------------- | --------------- |
| Stand-Up-Paddling |                 |                 |
| C1                |                 |                 |
| K1                |                 |                 |
| Männer            | 1.              | 2.              |
| Stand-Up-Paddling |                 |                 |
| C1                |                 |                 |
| K1                |                 |                 |
| Mixed             | 1.              | 2.              |
| K2                |                 |                 |
| C2                |                 |                 |
| Para Kanu         |                 |                 |

|  | Medaillenentscheidung |

## Bilanz

### Medaillenspiegel
| Platz  | Land                | Gold | Silber | Bronze | Gesamt |
| ------ | ------------------- | ---- | ------ | ------ | ------ |
| 1      | Brandenburg         | 1    | 1      | –      | 2      |
| 2      | Berlin              | 1    | –      | 3      | 4      |
| 3      | Bayern              | 1    | –      | –      | 1      |
| 3      | Nordrhein-Westfalen | 1    | –      | –      | 1      |
| 5      | Sachsen             | –    | 1      | 1      | 2      |
| 6      | Nordrhein-Westfalen | –    | 1      | –      | 1      |
| 6      | Sachsen-Anhalt      | –    | 1      | –      | 1      |
| Gesamt | Gesamt              | 4    | 4      | 4      | 12     |

### Medaillengewinner

#### Frauen
| Disziplin         | Gold                           | Silber                              | Bronze                                   |
| ----------------- | ------------------------------ | ----------------------------------- | ---------------------------------------- |
| Stand-Up-Paddling | Skadi Langbein ( WPH Berlin)   | Oda Diestel ( KV Laubegast Dresden) | Tinca Tusche ( Wasserfreunde Spandau 04) |
| Einer-Canadier    |                                |                                     |                                          |
| Kajak             | Paulina Paszek ( HKC Hannover) | Hannah Spielhagen ( KC Potsdam)     | Pauline Jagsch ( SC Berlin-Grünau)       |

#### Männer
| Disziplin         | Gold                                   | Silber                            | Bronze                           |
| ----------------- | -------------------------------------- | --------------------------------- | -------------------------------- |
| Stand-Up-Paddling | Norman Weber ( Kanu Schwaben Augsburg) | Ole Schwarz ( WSV Blau-Weiß Bonn) | Marlon Daskiran ( WPH Berlin)    |
| Einer-Canadier    |                                        |                                   |                                  |
| Kajak             | Jacob Schopf ( KC Potsdam)             | Moritz Florstedt ( SC Magdeburg)  | Tom Liebscher-Lucz ( KC Dresden) |

#### Mixed
| Disziplin       | Gold | Silber | Bronze |
| --------------- | ---- | ------ | ------ |
| Zweier-Canadier |      |        |        |
| Zweier-Kajak    |      |        |        |
| Para Kanu       |      |        |        |